# Dallas Quest
Dallas Quest est un jeu d'aventure textuel en anglais créé par James Garon et édité par Datasoft pour le Commodore 64 en 1984. L'histoire est basé sur la série télévisée Dallas. Une version pour les ordinateurs Apple II, Atari 8-bit et le TRS-80 ont aussi vu le jour.
Le jeu offrait des images de bonne facture qui accompagnaient agréablement le texte.

## Histoire
Vous êtes un détective privé engagé par Sue-Ellen pour trouver une carte cachée en Amérique du Sud. Cependant J.R. vous a enfermé dans le ranch de Southfork et a payé deux gros bras pour vous empêcher de sortir. Vous devez trouver un moyen de vous enfuir et de commencer votre chasse au trésor.

## Commentaires
- Le jeu n'avait finalement que peu de rapport avec la série télévisée. La société éditrice était une spécialiste du portage de jeux, et achetait les droits de films ou séries télévisées pour en faire des logiciels plus facilement vendables.
- Le jeu n'est basé sur aucun scénario de la série Dallas. L'action se déroule quasi exclusivement en dehors du ranch.
- Le retour au ranch est brutal et la fin semble bâclée, même si l'histoire est bien ficelée.